# Nanshan (Shenzhen)
Nanshan (en chino, 南山区; pinyin, Nánshān qū; literalmente, ‘montaña del sur’) es un distrito urbano bajo la administración directa de la Subprovincia Shenzhen en la Provincia de Guangdong, República Popular China. Su área es de 186 km² y su población total para 2012 superó los 1.1 millón de  habitantes.

## Administración
Desde 2016, el distrito Nanshan se divide en 8 pueblos que se administran en subdistritos.
- Nantou 南头
- Nanshan 南山
- Shahe 沙河
- Zhaoshang 招商
- Yuehai 粤海
- Taoyuan 桃源
- Xili 西丽
- Shekou 蛇口

## Clima
Debido a su posición geográfica,los patrones climáticos en la siguiente tabla son los mismos de Shénzhen.
| Parámetros climáticos promedio de Nanshan (1971–2000) | Parámetros climáticos promedio de Nanshan (1971–2000) | Parámetros climáticos promedio de Nanshan (1971–2000) | Parámetros climáticos promedio de Nanshan (1971–2000) | Parámetros climáticos promedio de Nanshan (1971–2000) | Parámetros climáticos promedio de Nanshan (1971–2000) | Parámetros climáticos promedio de Nanshan (1971–2000) | Parámetros climáticos promedio de Nanshan (1971–2000) | Parámetros climáticos promedio de Nanshan (1971–2000) | Parámetros climáticos promedio de Nanshan (1971–2000) | Parámetros climáticos promedio de Nanshan (1971–2000) | Parámetros climáticos promedio de Nanshan (1971–2000) | Parámetros climáticos promedio de Nanshan (1971–2000) | Parámetros climáticos promedio de Nanshan (1971–2000) |
| Mes                                                   | Ene.                                                  | Feb.                                                  | Mar.                                                  | Abr.                                                  | May.                                                  | Jun.                                                  | Jul.                                                  | Ago.                                                  | Sep.                                                  | Oct.                                                  | Nov.                                                  | Dic.                                                  | Anual                                                 |
| ----------------------------------------------------- | ----------------------------------------------------- | ----------------------------------------------------- | ----------------------------------------------------- | ----------------------------------------------------- | ----------------------------------------------------- | ----------------------------------------------------- | ----------------------------------------------------- | ----------------------------------------------------- | ----------------------------------------------------- | ----------------------------------------------------- | ----------------------------------------------------- | ----------------------------------------------------- | ----------------------------------------------------- |
| Temp. máx. media (°C)                                 | 19.7                                                  | 19.7                                                  | 22.7                                                  | 26.3                                                  | 29.3                                                  | 31.1                                                  | 32.2                                                  | 32.0                                                  | 31.2                                                  | 28.9                                                  | 25.1                                                  | 21.5                                                  | 26.6                                                  |
| Temp. media (°C)                                      | 14.9                                                  | 15.5                                                  | 18.7                                                  | 22.5                                                  | 25.7                                                  | 27.8                                                  | 28.6                                                  | 28.2                                                  | 27.2                                                  | 24.7                                                  | 20.4                                                  | 16.4                                                  | 22.6                                                  |
| Temp. mín. media (°C)                                 | 11.7                                                  | 12.7                                                  | 16.0                                                  | 19.9                                                  | 23.2                                                  | 25.2                                                  | 25.7                                                  | 25.5                                                  | 24.3                                                  | 21.6                                                  | 17.1                                                  | 12.9                                                  | 19.7                                                  |
| Lluvias (mm)                                          | 29.8                                                  | 44.1                                                  | 67.5                                                  | 173.6                                                 | 238.5                                                 | 296.4                                                 | 339.3                                                 | 368.0                                                 | 238.2                                                 | 99.4                                                  | 37.4                                                  | 34.2                                                  | 1966.4                                                |
| Días de lluvias (≥ 0.1 mm)                            | 7.07                                                  | 10.07                                                 | 10.77                                                 | 12.73                                                 | 15.60                                                 | 18.47                                                 | 17.00                                                 | 18.30                                                 | 14.83                                                 | 7.63                                                  | 5.63                                                  | 5.97                                                  | 144.1                                                 |
| Horas de sol                                          | 147.9                                                 | 98.8                                                  | 101.4                                                 | 110.2                                                 | 149.8                                                 | 173.6                                                 | 220.0                                                 | 188.6                                                 | 181.2                                                 | 199.5                                                 | 184.3                                                 | 178.5                                                 | 1933.8                                                |
| Humedad relativa (%)                                  | 71.7                                                  | 76.8                                                  | 79.5                                                  | 81.0                                                  | 81.7                                                  | 81.8                                                  | 80.5                                                  | 81.8                                                  | 78.8                                                  | 72.4                                                  | 68.4                                                  | 67.1                                                  | 76.8                                                  |
| Fuente: 21CMA 25 de enero de 2009                     |                                                       |                                                       |                                                       |                                                       |                                                       |                                                       |                                                       |                                                       |                                                       |                                                       |                                                       |                                                       |                                                       |